# Лохристи
Лохристи (также Локристи; нидерландское произношение: [ˌloːˈkrɪsti]) — муниципалитет, расположенный в бельгийской провинции Восточная Фландрия. Состоит из населённых пунктов Бервельде, собственно Лохристи, Заффеларе и Зевенкен. По состоянию на 1 января 2010 года при площади 60,34 квадратных километра население Лохристи составляло 21 386 человек.

## История
Название «Лохристи» происходит от «Loe Sancti Christi», «Ло» изначально означало «открытое пространство в лесу». Название, таким образом, можно перевести как «поляна в приходе Христа».
Лохристи принадлежал не к Священной Римской империи, а к Аудбургскому Генту, части графства Фландрии и, таким образом, к Французскому королевству.

## Достопримечательности
СВ туристических брошюрах среди достопримечательностей Лохристи обычно указываются Церковь Святого Николая, городская ратуша и Голубиная башня, парк Бервельде, замок Rozelaar. В Лохристи есть несколько охраняемых вилл, таких как Вилла Бракман, Виллы Ван дер Линден и Вилла Паула.
Свои достопримечательности есть и в пригороде. Это Церковь святого Элигия и библиотека в Зевенекене, приход и церковь Богоматери и Святого Петра в Заффеларе, а также историческая ферма по выращиванию коз.